# اویسترویل (واشینگتن)
اویسترویل، واشینگتن (به انگلیسی: Oysterville, Washington) یک منطقه مسکونی در ایالات متحده آمریکا است که در شهرستان پاسیفیک، واشینگتن واقع شده‌است.